# Людина у чорному (Загублені)
Людина у чорному англ. Людина в чорному, також відомий як Димовий монстр і Лже —
Локк) — вигаданий персонаж один з основних героїв американського драматичного телесеріалу каналу ABC Загублені. Він є найзагадковішою особистістю протягом усього серіалу, так само, як і його брат — Джейкоб. Спочатку персонаж був представлений як стовп чорного диму, який здатний на неймовірні речі. У шостому сезоні з'ясовується, що у Людини в Чорному немає імені, оскільки мати не встигла його назвати і те, що він — людина, яка приймає вигляд чорного диму, а також інших людей. Більшість містичних явищ на острові було сплановано їм, в тому числі і примари деяких померлих людей. На Comic Con 2011 з'ясувалося, що Людину в Чорному звуть Баррі.

## Біографія персонажа
Людину у Чорному і його брата Джейкоба народила дівчина по імені Клаудія, яка потрапила на острів після аварії корабля. При пологах їй допомагала жінка, яка явно давно жила на острові. Коли Клаудія народила, невідома жінка вбила її і виховала дітей сама. Людина у Чорному і Джейкоб жили звичайним життям на острові зі своєю лже-матір'ю. Дізнавшись, що на острові є інші люди, вони розпитували про них у матері, поки вона не відвела дітей до джерела в печері — до серця острова. Одного разу Чоловік у Чорному побачив привид своєї справжньої матері, яка сказала йому, що її вбила їх лже-мати. Пізніше він розбудив Джейкоба і запропонував піти з ним до інших людей сказавши, що ця жінка не їх мати. Джейкоб накинувся на нього і вони почали битися, поки їх не розняла «Мати». Брат Джейкоба все одно пішов до тих людей, а Джейкоб залишився.

## Через 30 років
Через 30 років Джейкоб пішов подивитися, що робить його брат, і коли той побачив його, він підійшов і запропонував пограти в сенет. Під час гри брат сказав Джейкобу, що «Мати» була права в тому, що ці люди жадібні і ненадійні. Він розповів, що знайшов шлях з острова, а коли Джейкоб не повірив, він кинув свій кинджал і той примагнітився до криниці. Він говорить, коли вони знаходять місця, де метал веде себе дивно, вони копають. Він знову пропонує Джейкобу піти з ним, але той каже, що це його будинок, на що брат відповідає: «Але не мій». Джейкоб повертається до матері і розповідає все. «Мати» знаходить брата Джейкоба, зустрічає в колодязі і прощається з ним, а потім вона б'є його, зариває колодязь і вбиває його людей. Прокинувшись, брат Джейкоба бачить заритий колодязь, бачить дим, біжить туди і знаходить всіх своїх людей мертвими, а табір зруйнованим. Він знаходить свій кинджал, приходить в печеру і вбиває «Мати». Вона перед смертю каже, що не відпускала його, так як любить його. Вона помирає, а прийшовший Джейкоб, бачачи, що зробив його брат, впадає в лють і б'є його. Потім Джейкоб тягне брата до джерела і каже, що він тепер на її місці. Брат каже Джейкобу, що вона сказала, що вони не зможуть один одного вбити, а Джейкоб каже, що він його не вб'є, а відпустить, як він хотів. Джейкоб кидає брата, той втрачає свідомість і течією його відносить до світла вглиб печери. За мить звідти виривається чорний дим і летить геть. Пізніше Джейкоб знаходить тіло брата біля струмка, відносить його в печеру, і кладе його разом з матір'ю.
Після брат Джейкоба втратив свою плоть, міг звертатися в стовп чорного диму і приймати вигляд інших людей. (Він приймав вигляд Ізабелли, Крістіана Шепарда, Йемі, Павука Медузи, Джона Локка і Алекс)

## Людина в чорному (XIX століття)

Баррі з Джейкобом

Людина у чорному прийшов на берег біля статуї, де в цей час снідав Джейкоб. Він побачив корабель на горизонті і сказав, що знає, що їх привів Джейкоб. Він сказав, що Джейкоб все ще намагається довести йому, що він не правий. Він наводить людей на острів, і завжди це закінчується одним й тим самим. Потім він запитує, чи знає Джейкоб, як сильно він хоче вбити його. Отримавши ствердну відповідь він говорить, що коли-небудь він знайде лазівку. Після цього він йде. (Інцидент). Коли «Чорна скеля» зазнала аварії на острові, і капітан почав вбивати полонених, серед яких був Річард Олперт, Чоловік у чорному у вигляді чорного диму убив всіх на кораблі, крім Річарда. Після Чоловік у чорному прийшов до Річарда і сказав, що вони в пеклі, і для того, щоб врятувати свою дружину, Річард повинен вбити диявола. Чоловік у чорному нагодував його і дав йому свій кинджал, щоб Річард вбив Джейкоба. Після повернення Річарда Чоловік у чорному зрозумів, що Джейкоб живий і запитав у Річарда чи він знає, що якщо він піде з ним, то більше не побачить дружину. Річард сказав,  що знає та передав йому білий камінь, який дав йому Джейкоб. Чоловік у чорному говорить, що якщо він коли-небудь передумає, його пропозиція в силі і віддає хрестик Ізабелли. Після він сидить на колоді з видом на долину, до нього приходить Джейкоб і питає, чи він отримав подарунок, а Людина у чорному каже, щоб не зловтішався. Джейкоб запитує, чому він хотів убити його, а він відповідає, що просто хоче піти і просить його відпустити. Джейкоб каже, що поки він живий цьому не бувати, а Людина у чорному каже, що це і є причина, чому він хоче його смерті. Джейкоб каже, що на його місце прийде інший, а він каже, що він і його вб'є. Джейкоб дає йому пляшку вина, щоб скоротати час, і каже побачимося і йде. Людина у чорному відповідає «раніше, ніж ти думаєш» і розбиває пляшку. (З початку часів)

## В образі Ізабелли
Після того як дим убив всіх і залишив тільки Річарда, він прийняв вигляд його дружини Ізабелли і прийшов до Річарда, а потім вони чують звук монстра і вона тікає, і там кричить, а потім замовкає. Тим самим він розіграв подання перед Річардом, щоб змусити його убити Джейкоба. (З початку часів)

## В образі димового монстра
Чорний дим з'являється, коли «Чорна скеля» терпить крах на острові. Він вбиває весь екіпаж і підлітає до Річарда і сканує його життя, а потім зникає. (З початку часів) Потім він з'являється в 1988 і нападає на членів французької експедиції і вбиває Надін, а потім затягує Монтанда в своє лігво під Храмом. Острів (смерті) Після катастрофи рейсу 815 монстр дає про себе знати в першу ж ніч, коли уцілівші чують звуки з джунглів і бачать падаючі дерева. На наступний день з ним зіткнулися Джек, Чарлі і Кейт. Почулися його звуки, і хтось вирвав з кабіни пілота. Після вони тікали від нього і коли починається дощ, він летить. (Пілот 1 частина). Через три дні, коли Локк пішов на полювання, він зіткнувся з ним, але монстр нічого йому не зробив, а Джон стояв перед ним, навіть не думаючи про те, щоб втекти. (Похід). Ще через три тижні монстр з'явився в галюцинації Буна. Він переслідував Буна і Шеннон. Вони втекли від першого нападу, але монстр повернувся і піднявся у повітря, а після убив Шеннон і зник. (Розум і почуття). Через три тижні коли Джек, Кейт, Джон, Герлі, Арцт і Руссо йшли за динамітом до Темної території, монстр напав на них, і вони сховалися за великими деревами. Руссо сказала, що це охоронна система острова. На зворотному шляху, коли група несла динаміт, монстр знову напав на них. Піднявся шум, і монстр став виривати дерева з корінням. Всі побігли крім Локка, який думав, що він нічого йому не зробить, як і в минулий раз, але цього разу монстр схопив Джона і спробував затягнути його в свою нору, але Локка врятувало те, що його тримав Джек, а потім Кейт кинула в отвір динаміт, і димок полетів (Вихід). В наступний раз монстр з'явився в серії (23-й псалом), коли містер Еко і Чарлі йшли до літака наркоторговців. Чарлі заліз на дерево, а Еко залишився на землі. Монстр вирвав пару дерев і підлетів до Еко. А Еко, незважаючи на попередження Чарлі, залишився стояти на місці. Дим підлетів і зупинився перед ним і почав сканувати його життя. Коли камера проходить крізь дим, видно фрагменти з флешбеків Еко. Через хвилину дим зменшився і полетів. Через 72 дні після аварії монстр знову з'явився. Спочатку, коли Еко йшов до літака наркоторговців і зупинився біля струмка, монстр з'явився за спиною Еко, але як тільки Еко повернувся, монстр зник. Пізніше, заманивши Еко на галявину з допомогою образу Йемі, монстр з'явився і Еко, як і в минулий раз, стояв на місці, але в цей раз монстр напав і кілька разів ударив Еко об дерева. Він полетів, а Еко пізніше помер. (Ціна життя) День вісімдесят другий після катастрофи. Монстр з'являється, коли Кейт і Джульєт виявили, що вони в наручниках посеред джунглів. Вони чують звук і ховаються за деревами, а монстр з'явився перед ними і після дивних спалахів полетів. А вранці повернувся, але вони встигли зайти за захисне огородження, і тому коли він підлетів, вдарився об невидиму стіну і видав вереск (можливо він відчув біль при зіткненні), після чого поспішно зник (Кинуті). День дев'яносто сьомий. Після того, як Кімі застрелив Алекс, Бен зник в потаємній кімнаті і викликав монстра. Коли той прилетів, він напав на найманців з корабля, і невідомо, що він з ними робив, але він всього лише поранив одного, стрілявшого у нього. Найманець незабаром помер. (Вигляд прийдешнього) Коли Бен повернувся на острів, він сказав, що його повинен судити монстр. Він його викликав, як і тоді три роки тому, але він не з'явився, і тоді вони з Локком пішли до нього. Вони спустилися в нору під Храмом, і Бен провалився на нижній рівень, а коли Локк пішов знайти що-небудь, щоб його витягнути, з'явився монстр. Цівки диму з'явилися через ґрати в підлозі і утворилися в одне ціле. Монстр оточив Бена і став показувати йому фрагменти з його життя про Алекс, а після монстр зник так само як і з'явився. Після загибелі Джейкоба в кімнату під статуєю, де перебував Локк прийшли охоронці Джейкоба. Брам вистрілив у нього, а після Локк сховався і на вході з'явився монстр. У нього почали стріляти, а він у відповідь вбив людей Брама, а коли підлетів до нього, то нічого не зміг зробити, бо той стояв у колі попелу. Монстр вдарив колону, шматок стелі впав, і камінь вибив Брама з кола. Після цього монстр його вбив. (Аеропорт Лос-Анджелеса) Дим з'явився в різних місцях острова. У будинку, де знаходився Соєр в ДАРМовілі, в джунглях, де шукав ніж. Коли він його знайшов, то перетворився у Локка. (Заступник) Монстр з'являється в серії (Захід). Він на заході вривається в Храм і вбиває людей, які там залишилися. У Храмі знаходяться Ілана, Сун, Майлз, Лапідус і Бен, але вони встигають піти до того, як монстр їх побачить. А Клер, Кейт і Саїда монстр не чіпає. Вони відсиджуються в ямі й біля джерела. Монстр з'являється на острові Гідри. Саїд відключає електрику, а поки Джек рятує друзів, Монстр вривається на територію і вбиває Сімуса і ще кількох чоловік з команди Відмора. (Кандидат) Чорний дим забирає Річарда в джунглі (Заради чого вони загинули).

## В образі Крістіана Шепарда
Крістіан відразу після аварії просить Вінсента розбудити його сина Джека (Отже, все починається) Він приходить до Джека і, коли Джек біжить за ним, то знаходить печеру з прісною водою. (Похід), (Білий кролик) Герлі, коли відстав від групи, натрапив на хатину і, заглянувши, побачив Крістіана в кріслі-гойдалці.(Початок кінця) Крістіан з'являється перед Клер вночі. Він хитає Аарона. Вона з подивом запитує «Батько?» і йде з ним у джунглі (Щасливе звичне життя) Коли Джон заходить у хатину Джейкоба, він бачить Крістіана, який говорить, що може говорити від імені Джейкоба. Він просить Локка нікому не говорити, що бачив тут Клер і просить пересунути острів. (Пустельник) На кораблі перед вибухом Майкл бачить Крістіана, який говорить «Тепер ти можеш піти». Майкл запитує «Ти хто?», і корабель вибухає. (Довгоочікуване повернення) Коли Локк падає в колодязь, Крістіан дає йому пораду посадити колесо на вісь і повернути. Він каже, що не Бен повинен був крутити колесо, а сам Джон. Він так само підтверджує слова Річарда про те, щоб повернути Шістку Ошеанік Джону доведеться померти. А коли Локк садить колесо і крутить і відбувається спалах, Крістіан просить його передати привіт його синові. Острів (смерті) Коли Сун і Лапідус в 2007 приходять в Казарми в пошуках Джина, вони зустрічають Крістіана, який показує їм фотографію новачків DHARMA за 1977, на якій вони бачать Джина і інших друзів. Крістіан потім йде і каже їм, щоб чекали Джона (Намисто).

## В образі Йемі
Після порятунку Еко від білого ведмедя, Йемі привидівся Еко. Він сказав, що йому пора висповідуватись. Намет, в якому знаходився Еко, загорівся, але його встигли врятувати. Потім Еко йде до літака наркоторговців до тіла свого брата, а після того, як вся група спускається на станцію, Еко залишається зовні і зустрічає свого брата. «Йемі» говорить, що Еко повинен зізнатися в усьому, що зробив. Еко відповів, що не буде сповідатися, бо не згрішив. Він сказав «братові», що не відчуває своєї провини у тому, що робив, оскільки все робив заради нього. У відповідь «Йемі» сказав: «Ти говориш зі мною, наче я твій брат», і пішов. А коли Еко пішов за ним, зустрів монстра, який убив його. (Ціна життя)

## В образі павука Медузи
Коли Ніккі дізналася, що Пауло привласнив їх діаманти, вона відвела його в джунглі і кинула на нього павука медузи і, коли його паралізувало, почувся шум монстра, і він, прийнявши вигляд павука вкусив Ніккі (Викриття).

## В образі Джона Локка
Після того, як тіло Джона Локка привезли на острів, людина в чорному прийняла його подобу. Він міг пам'ятати спогади Джона. До нього підходить Ілана, і той запитує в неї, чиї човни стоять біля берега. Вона відповідає, що не знає, а взагалі їх було три, але один забрали пілот і якась дівчина і попливли. Локк говорить, що останнє, що він пам'ятає — як він помер. Локк приходить до Цезаря і говорить, що прожив тут більше 100 днів і багато знає про це місце. Цезар розповідає про те, що було в літаку після спалаху, а Локк говорить, що знає, як повернувся на острів. Цезар приводить його до поранених пасажирів рейсу 316, і Локк, дивлячись на Бена, говорить, що ця людина його вбила (Життя і смерть Джеремі Бентама). Бен приходить у себе, а Локк сидить поруч з ним і вітає Бена «у світі живих». (Зворотної дороги немає). Бен був вельми здивований, хоч і сказав, що вірив у воскресіння Локка. Бен сказав, що повернувся на острів, щоб його судив монстр. Пізніше Локк захотів дізнатися, чому Бен убив його, а коли той розповів Локк сказав, що допоможе йому постати перед судом. Вони разом пливуть на головний острів. Коли вони припливають Локк говорить Бену, що знає, що він хоче постати перед судом через смерть Алекс. Локк питає, чия була ідея вбити співробітників Дарми, але Бен не відповідає. Вони зустрічають в Казармах Сун і Френка. Локк переконує Сун залишитися, щоб вона змогла побачитися з Джином. Лапідус йде, а Бен викликає монстра. В цей час Локк кудись ходив, сказавши, що по справі. Коли монстр не з'явився Локк сказав, що треба йти до нього і те, що він знає, де живе монстр. Вони приходять і спускаються під Храм. Там Бен зізнається, що Локк правий щодо того, чому він хоче постати перед судом і каже, що далі він піде один, але провалюється на рівень нижче. Поки Локк йде знайти що-небудь, щоб його витягнути з'являється монстр, але нічого йому не робить. Поверненому Локку Бен каже, що монстр помилував його. (Мертвий — означає мертвий).
Локк, Бен і Сун приходять в табір на березі. Річард не розуміє, куди пропав Локк три роки тому. Локк говорить, що темніє, і їм треба кудись сходити. Річард говорить, що він змінився, Локк у відповідь каже, що це тому, що у нього є мета. Локк просить Бена піти з ними і каже, що більше він його витівок не боїться. Він обіцяє Сун повернути Джина і інших і йде. По дорозі Локк просить відвести його до Джейкоба, і Річард згоден, так як він їх лідер. Локк, Бен і Річард приходять до літака наркоторговців, і Локк дає інструкції Річарду: Він повинен буде вийняти кулю з ноги людини, яка вийде з джунглів. Він повинен буде так само сказати йому, що він зобов'язаний повернути своїх людей на острів, але для цього йому доведеться померти. Коли з джунглів виходить людина, Локк говорить йому, що це він. Локк говорить Бену, що розрахувати час йому допоміг острів і розкусив Бена, що він ніколи не бачив Джейкоба. Після місії Річарда вони вирушили назад. У таборі Локк звертається до всіх Інакших і пропонує їм піти до Джейкоба всім разом, і ті погоджуються. Вранці вони йдуть, Бен каже Локку, що Річард сумнівається в тому, що він впевнений, що робить і говорить, що він на його боці. Локк говорить, що насправді вони йдуть до Джейкоба, щоб убити його. (Вслід за лідером). Локк говорить Річарду, що його воскресіння це заслуга Джейкоба, і саме тому він йде подякувати йому. Локк здивований, чому Бен не сказав Річарду про план щодо Джейкоба, але дізнавшись, що Алекс пригрозила Бену смертю, якщо він не стане слухати Локка, Джон зрадів і сказав, що Джейкоба повинен буде вбити Бен.
Локк зупиняється на відпочинок у старому таборі уціліли, і там Бен признається Локку, що тоді три роки тому, коли вони ходили до Джейкоба, він його обдурив, так як йому було соромно, що він ні разу не бачив Джейкоба. Локк на питання Бена чому саме він повинен убити Джейкоба, відповідає, що незважаючи на його вірне служіння острову, його пухлину, його дочку котра загинула у нього на очах, та й ще він був вигнаний. І все це заради людини, якої він навіть не бачив. Коли вони приходять до статуї, Річард противиться, щоб Бен йшов туди, але Локк його зупиняє. Вони заходять в отвір під статуєю, Локк дає Бену ніж і каже, що все зміниться, коли Джейкоб помре. Коли вони заходять, Джейкоб відразу пізнає в Локку свого ворога і каже, що той все-таки знайшов «лазівку». Локк просить Бена зробити те, що він велів. Джейкоб намагається сказати Бену, що у нього є вибір. Після розмови Бен розуміє свою безглуздість і б'є двічі Джейкоба ножем у груди. Той каже «Вони йдуть», а Локк штовхає Джейкоба у вогонь, і той згорає. (Інцидент). Після того, як тіло Джейкоба згорає, Локк просить Бена покликати Річарда. Він іде, а повертається з охоронцями Джейкоба. Локк говорить їм, що Джейкоб мертвий, і тепер їм тут нічого робити, а коли Брам стріляє, Локк зникає, і з'являється монстр, який вбиває Брама і його людей. Після Локк знову з'являється і просить вибачення у Бена, що бачив його таким. Бен розуміє, що Локк використовував його, щоб позбутися від Джейкоба, але Локк говорить, що не примушував це робити. Локк також говорить, що коли Бен душив Джона Локка, у того були думки, за що він його вбиває. Він розповідає Бену про Локка. Яким він був, і каже, що він хоче того, що не хотів Джон — покинути острів. Локк виходить з кімнати під статуєю, підходить до Річарда і каже йому: «Радий бачити тебе без ланцюгів». Річард розуміє, хто перед ним. Локк б'є його і забирає в джунглі. (Аеропорт Лос-Анджелеса). Локк говорить Річарду, що вигляд Локка допоміг йому підібратися до Джейкоба, адже Джон Локк був кандидатом і просить знову приєднатися до нього, але Річард знову відмовляється. Локк бачить тринадцятирічного Джейкоба, лякається і залишивши Річарда йде сказавши, що вони «побачаться раніше, ніж він думає».
Локк приходить до Соєра, і той відразу розуміє, що перед ним не справжній Джон Локк. Локк говорить, що він може відповісти на головне питання: «Чому він тут?», і просить піти з ним. Соєр погоджується. Коли вони йдуть, Локк знову бачить юного Джейкоба, але тепер і Соєр бачить його. Локк біжить за ним, але падає. Юнак каже, що за правилами він не зможе його вбити. Локк кричить «я знаю, що можу». Він повертається, і вони продовжують шлях. Вони приходять до краю скелі і спускаються по сходах. Там Локк рятує Соєра від падіння, і вони потрапляють в печеру. Локк показує Соєру написи на стінах і стелі. Майже всі викреслені. Він каже, що писав це Джейкоб, який вважав себе захисником острова. Він керував островом, шукаючи собі заміну. Локк дає йому три варіанти: Нічого не робити, і тоді твоє ім'я викреслять; зайняти його місце, ставши захисником цього острова (Локк також говорить, що цей острів нема від чого захищати) або виїхати з острова, але зробити вони це можуть тільки разом. Соєр каже, що згоден на третій варіант. (Заступник).
Локк приходить до Клер, і вона представляє його Джину як свого друга, хоча і знає, що це не Джон (Маяк). Локк відправляє Клер в Храм передати послання Догену. Локк зустрічає Саїда, який відразу встромляє йому кинджал у груди, але Локк його витягує і запитує, чому він це зробив. Саїд розповідає, що Доген сказав, що він зло. Локк говорить, що Доген знав, що Саїд не зможе його вбити і думав, що він уб'є Саїда. І це вже не в перший раз, коли Доген хоче вбити Саїда чужими руками. Він говорить Саїду, що просто хоче, щоб він передав повідомлення мешканцям Храму. Локк натомість обіцяє йому повернути його улюблену. Після того, як Саїд передав послання і вбив Догена, Локк у вигляді диму убив всіх, хто залишився в Храмі. А після він йде з тими, хто перейшов на його бік, Саїдом, Кейт і Клер геть від Храму. (Захід).
Бен копає собі могилу, приходить Локк і каже, що підбирає людей, щоб піти з острова, а коли вони поїдуть, то Бен буде головним на острові. Він звільняє його і йде, сказавши, що чекає його на острові Гідри. (Доктор Лайнус). Локк відсилає Соєра на розвідку на острів Гідри, а поки розбиває табір на галявині. Локк рятує Кейт від Клер, а після розповідає Кейт, що це він винен. Клер без Аарона була спустошена, і він дав їй об'єкт для ненависті, сказавши, що її син у Інакших в Храмі, і це все вилилося на Кейт. Але він думає, що все налагодиться. Потім він показав їй, куди відправив Соєра і сказав, що його мати була божевільною, і від цього у нього стільки проблем. (Описавши мати справжнього Локка) Він говорить, що мати Аарона тепер теж така ж. Повернувшись, Соєр йому розповів, що на тому острові Відмор, і про угоду з ним, а Локк подякував йому за вірність. (Розвідка).
Локк бачив, як Річард прийшов і викопав хрестик Ізабелли і як його відрадив Герлі допомогти зупинити чорний дим (З початку часів). Локк говорить Джину, що він знайде Сун, щоб всім разом поплисти. Він йде, залишаючи Саїда за головного, а сам приходить до Сун і каже, що знайшов Джина і він з ним і пропонує йти з ним, але Сун не вірить йому і тікає. Локк залишає Сун і йде в свій табір, де бачить, як всі лежать. Їх приспали, Джина немає. Локк збирається з Саїдом плисти на Гідру, і каже Клер, що її імені немає в печері на стіні, але в літаку місця всім вистачить. Клер запитує про Кейт, але Локк говорить, що її ім'я теж немає, але вона повинна посадити в літак трьох важливих людей, а потім йому все одно, що буде з нею. Соєру Локк говорить, що вони пливуть за Джином. Локк з'являється на березі Гідри, бачить звукову огорожу і просить Відмора віддати Джина, але той каже, що не знає про це нічого. Локк говорить, що «на острові насувається війна. Ось вона і почалася». Локк повертається і каже, що Саїд залишився, щоб з'ясувати, що в замкненій каюті корабля. (Посилка).
Локк говорить Соєру і Кейт, які стурбовані тим, що немає жодних спроб повернути Джина, що він чекає, коли прийдуть Джек, Герлі і Сун. Приходить Саїд і відводить Локка до Дезмонда. Дезмонд каже, що його викрали і тут обробили потоком електромагнітної енергії. Але Дезмонд думає, що він справжній Джон Локк. Локк відпускає Саїда, а сам йде з Дезмондом до криниці. По дорозі вони бачать юного Джейкоба, той посміхається і тікає. Локк розповідає, що колодязь, у якого вони стоять, був зроблений дуже давно і не заради води. Люди шукали відповіді, чому в деяких місцях стрілки компаса і метал вели себе дивно, а Відмора цікавить влада. Локк запитує, чому він не боїться, а коли Дезмонд каже, що не бачить у цьому сенсу, Локк штовхає його в колодязь. Коли Локк повертається, до них приходять Джек, Герлі, Сун і Френк і кажуть, що хочуть поговорити. Герлі каже, що не хоче, щоб хтось постраждав, і Локк віддає свій ніж. Тоді всі виходять, і Джек з подивом і страхом дивиться на Локка (Всі люблять Герлі). Локк просить розмови з Джеком, і вони йдуть в джунглі. Локк говорить Джеку, що в образі його батька був він, бо хотів, щоб він знайшов воду. Локк говорить, що він завжди хотів, щоб всі вони полетіли з острова.
Вранці в табір приходить Зоуї і вимагає віддати Дезмонда, інакше вони завдадуть ракетний удар, і дає рацію, але коли вона пішла, Локк розбиває рацію. Локк збирає всіх, і, давши Соєру карту, вони йдуть в умовлене місце. Потім Локк просить Саїда вбити Дезмонда, а сам повертається і веде групу на місце, а пізніше залишає їх, йдучи назад за Саїдом. Локк зустрічає його і Саїд говорить, що він зробив те, що він хотів. Локк йому вірить, та вони наздоганяють групу і на березі знаходять Джека, який стрибнув з яхти за борт. Незабаром Відмор починає обстріл Локка і його людей. Джека контузило, і Локк рятує його. (Останній рекрут). Локк переконує Джека допомогти врятувати друзів з кліток Відмора. Після того, як він у вигляді монстра вбив людей Відмора, а Джек врятував друзів, Локк йде до літака, вбиває пару охоронців, знімає у одного з них годинник і знаходить вибухівку в літаку. Локк показує її уцілівшим і пропонує поплисти на підводному човні. Він непомітно підклав вибухівку в рюкзак Джека, і, коли вони йшли до підводного човна, Джек зіштовхнув Локка у воду на прохання Соєра. А коли він виліз, та пішов у бік Відморовців і почав їх вбивати, а потім нібито не встиг на підводний човен. Всі спливли, а Локк сказав Клер, що її щастя, що вона не там. Вже вночі вони з Клер стоять біля причалу. Локк говорить Клер, що підводний човен затонув, але загинули не всі, і він відправляється закінчити те, що розпочав. (Кандидат).
Локк прийшов в Бараки, де попросив Бена вбити когось, а потім убив Зоуї і дізнався від Відмора, навіщо він привіз на острів Дезмонда. Локк і Бен йдуть до криниці. По дорозі Бен запитує, чому він ходить, коли може перетвориться на дим і полетіти, на що він відповідає, що земля під ногами нагадує йому, що він колись був людиною. Вони виявляють, що Дезмонда немає в колодязі. Локк передає слова Відмора про те, що Дезмонд — це остання надія Джейкоба. І тепер він знайде його і з його допомогою знищить острів. (Заради чого вони загинули).
Соєр приходить за Дезмондом і виявляє, що його там немає. Соєр говорить, що знає про бажання Локка знищити острів і те, що вони більше не кандидати. Соєр йде, а Бен запитує, чи правда це. Локк говорить, що він хоче потопити острів і пропонує Бену поплисти з ним на яхті. Локк виявляє собачий слід і знаходить Дезмонда у Бернарда і Роуз. Він погрожує вбити їх, якщо він не піде з ним. Дезмонд погоджується, і вони разом ідуть назустріч групі Джека. Вони зустрічаються, і Локк дізнається, що Джек новий Джейкоб. Джек говорить, що не може його зупинити, і піде з ним, так як він знає, куди вони йдуть. Джек говорить, що вб'є Локка, але як він це зробить — сюрприз. Вони доходять до бамбукового гаю, і Локк, Джек і Дезмонд йдуть далі одні. Вони приходять до джерела і спускають вниз Дезмонда. Локк говорить, що це нагадує той час, коли вони сперечалися, натискати на кнопку чи ні. Джек говорить, що він образив пам'ять про Джона, взявши його вигляд. Той Джон був у всьому правий. Локк відповідає, що він ні в чому не був правий, і коли острів піде на дно, Джек це зрозуміє. Коли Дезмонд вимикає світло в джерелі, Локк говорить Джеку, що він помилився і виходить з печери, щоб добратися до яхти, але Джек вибігає і нападає на нього. У нього видно кров, він більше не безсмертний. Джек починає душити Локка, а він б'є Джека каменем по голові і тікає. Джек наздоганяє його у скелі, де печера Джейкоба з іменами, і там починається їх остання битва, в якій Локк б'є ножем Джека в бік і хоче перерізати йому горло. Джек пручається, але ніж починає різати шию, як раптом лунає постріл, і Локк падає. Стріляла Кейт. Локк говорить, що Джек запізнився. Джек скидає Локка вниз, і він гине. (Кінець).

## В образі Алекс

В образі Алекс під Храмом

Після того, як Бен впав на нижній рівень під Храмом, а чорний дим показав йому фрагменти з його життя і зник, з'явилася Алекс. Бен попросив вибачення і сказав, що це він винен. Алекс сказала, що знає і притиснувши Бена до колони сказала, що знає про ідею Бена знову вбити Локка, і веліла йому слухати і робити все, що скаже Локк, інакше вона його уб'є. Він пообіцяв, і Алекс зникла (Мертвий — значить мертвий).

## Захист від монстра
Вигляд монстра не може пройти замкнуте коло з попелу (Аеропорт Лос-Анджелеса). Монстр не може подолати ультразвукову огорожу (Кинуті). У кількох епізодах уцілівші ховалися від нього в  коренях дерева баньян. (Серцем і розумом), (Кинуті), В серіях (Похід) і (23-й псалом) монстр не чіпав Джона та Еко відповідно, коли вони стояли перед ним нерухомо.

## Локації
Монстр, як здається демонструє різну поведінку в різних частинах Острова. На Темній території Монстр пересувається, створюючи гуркіт від ударів об землю (Результат), на зразок того, як він вдарив Еко (Ціна життя). В районі станції Перлина Монстр спокійно «пропливав» між дерев. При гонитві за Кейт і Джульєт він з'явився у вигляді трьох маленьких хмарок, щоб потім зібратися в одне велике (Кинуті), що, можливо, свідчить про те, що Монстр може розділитися на кілька частин і бути присутнім в декількох місцях Острова одночасно. Можливо, це він використовував у 5 сезоні коли у вигляді Крістіана був у бараках, а у вигляді Локка на пляжі на острові Гідри (Намисто), (Життя і смерть Джеремі Бентама). В епізоді (Вигляд прийдешнього) Монстр ковзає паралельно землі, на зразок змії, і здається може приймати гігантські розміри; крім того, видно електричні розряди, що проходять по «тілу» Монстра. В серії (Мертвий — значить мертвий) Монстр з'являється у вигляді маленьких струмків диму з отворів плити, яка розташована в храмі. Потім вони об'єдналися в єдину структуру, що закрила майже всю підлогу підземного залу. Після цього, Монстр утворив вихор навколо Бена, на внутрішній частині якого проектувалися зображення з його минулого.

## Здібності
Монстр здатний майже на все. Він може, ширяючи перед людиною, сканувати його і дізнатися про людину, дивлячись на фрагменти з його життя (23-й псалом). Може бути людиною і перетворитися в дим (до речі, в кадрі він жодного разу не перевтілювався з людини в дим і навпаки). Кулі йому ніякої шкоди не завдають, як і ножі. Здавалося, що коли Саїд застромив у нього кинджал у серії (Захід), у нього злегка дихання урвалося. Він може прийняти вигляд будь-якої мертвої людини, чий труп є на острові (одна загадка, як він прийняв вигляд Ізабелли — дружини Річарда, тіла якої на острові не було). Але коли тіло померлої людини поховають, як Джона, то Людина в чорному стає замкнений у його тілі, тим не менш, він також може приймати вигляд димового монстра (Заміна). Він не може вбити кандидатів сам.

## Звуки монстра
Монстр виробляє різні звуки, як механічного, так і тваринного походження. Перші описувалися як: тріск, дзвін, звук трещотки, звук матричного принтера, який друкує квитанції в таксі Нью-Йорка, свист повітря при скиданні високого тиску. Інші — це гарчання, рев, стрекотіння сороки.

## Жертви Людини в чорному
- Так звана «Мати». Захисниця острова і приймальна мати Джейкоба і Людини в чорному (ще до смерті в образі Людини в чорному)
- Весь екіпаж «Чорної скелі» крім Річарда (в образі монстра)
- Надін і Монтанд (в образі монстра)
- Пілот Сет Норріс (в образі монстра)
- Шеннон в баченні Буна (в образі монстра)
- Містер Еко (в образі монстра)
- Мейхью (найманець з корабля, помер від отриманих ран, нанесених монстром) (в образі монстра)
- Брам і ще троє людей з команди Ілани (в образі монстра)
- Джейкоб (фактично, він убив його, штовхнувши ще живого Джейкоба в багаття) (в образі Локка)
- 15 людей Інакших, які залишилися в Храмі (у вигляді монстра)
- Сімус і ще кілька людей Відмора у клітках на станції Гідра (у вигляді монстра)
- Два охоронці, які охороняли літак Аджири (у вигляді Локка)
- 4 людини з команди Відмора, убиті їм у підводного човна (у вигляді Локка)
- Частково винен у смерті Саїда, Сун і Джина (підклав в рюкзак Джека С4)
- Зоуї (у вигляді Локка)
- Джек Шепард (помер незабаром від рани в боці, нанесеної йому Локком) (у вигляді Локка)